# Dulalthok
Dulalthok (in nepalese दुलालथोक) è un villaggio situato nel comune di Panchkhal nel distretto di Kavrepalanchok, Nepal. Si trova a circa 6 km ad est di Dulikhel, quartier generale del distretto di Kavre. Si estende da 870 metri a 1100 m sopra il livello del mare.

## Origine del nome
Il nome deriva dalla combinazione di Dulal e thok. Dulal è il cognome di una comunità bramina indù, significa vagabondo. Thok significa dimora.

## Salute e istruzione
Dulalthok è stata dichiarata zona pulita da defecazione nel 2008.